# Bibliothèque Cotton

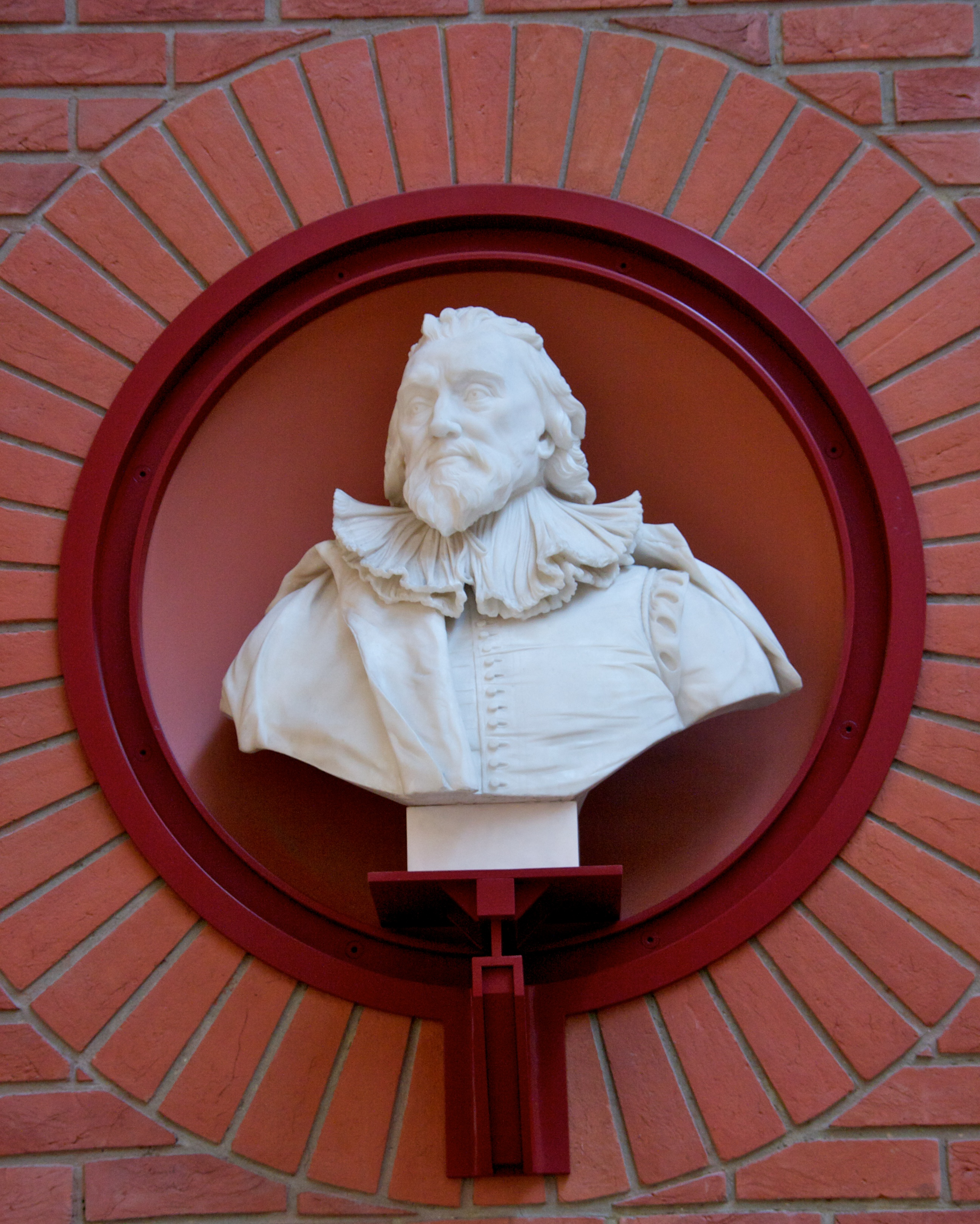
Buste de Robert Cotton par Louis François Roubillac à la British Library.

La bibliothèque Cotton ou bibliothèque cottonienne (Cotton library en anglais) est une collection de livres anciens et manuscrits rassemblée par le collectionneur anglais Robert Bruce Cotton (1571-1631). Elle rassemble plusieurs centaines de manuscrits et autres documents allant du IVe siècle à l'époque de Cotton.
Les manuscrits les plus connus de la bibliothèque Cotton sont ceux des poèmes médiévaux anglais Beowulf et Sire Gauvain et le Chevalier vert, dont on ne connaît pas d'autres exemplaires, mais elle rassemble des contenus très variés : manuscrits bibliques, chroniques médiévales, cartes, etc. Elle est conservée à la British Library depuis sa fondation.

## Histoire

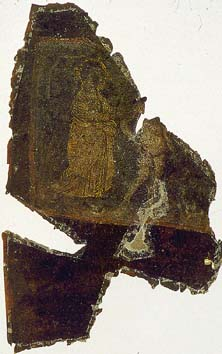
Une page de la Genèse de Cotton, l'un des manuscrits endommagés lors de l'incendie de 1731.

Après la dissolution des monastères, au début du XVIe siècle, les nombreux manuscrits conservés dans ces établissements religieux sont éparpillés aux quatre vents et rachetés par des collectionneurs, qui ignorent souvent la véritable valeur de leurs achats et les négligent. Ce n'est pas le cas de Robert Cotton, qui fait relier à neuf ses acquisitions et amasse progressivement une collection qui surpasse toutes celles de ses contemporains en nombre et en qualité. Elle rassemble plus de 1 400 manuscrits et 1 500 chartes.
Cotton siège également au Parlement, et sa bibliothèque constitue un lieu de rassemblement non seulement pour les historiens, mais aussi pour la classe politique. Craignant qu'elle ne soit le siège de réunions séditieuses, la Couronne fait fermer la bibliothèque de Cotton en 1629. Elle n'est restituée à son fils Thomas qu'en 1634, trois ans après sa mort. Thomas Cotton poursuit l'œuvre de son père jusqu'à sa mort, en 1662, et son propre fils John après lui.
John Cotton négocie le transfert de la bibliothèque à la Couronne, transfert qui prend effet après sa mort, en 1702. La collection est déplacée à Essex House, sur le Strand, puis à Ashburnham House, un manoir situé à Westminster. Elle souffre d'importantes pertes lors de l'incendie qui frappe Ashburnham House le 23 octobre 1731. En tout, plus de 200 textes, soit près d'un quart de la collection, sont détruits ou endommagés plus ou moins gravement par les flammes.
La bibliothèque Cotton est déplacée pour la dernière fois en 1753, lors de la création du British Museum. Elle en constitue l'une des trois grandes collections fondatrices, avec la collection Harley et la collection Sloane.

## Classement
Le système de classement employé par Robert Cotton dans sa bibliothèque reste utilisé pour désigner les manuscrits. Cette bibliothèque était organisée en quatorze armoires, identifiées par le buste d'une personnalité de la Rome antique (les douze Césars, Cléopâtre et Faustine) placé à leur sommet. Ainsi, le manuscrit de Beowulf, qui a pour cote Cotton Vitellius A.xv, était le quinzième livre (« xv ») sur la première étagère (« A ») de l'armoire portant un buste de l'empereur Vitellius.

## Contenu

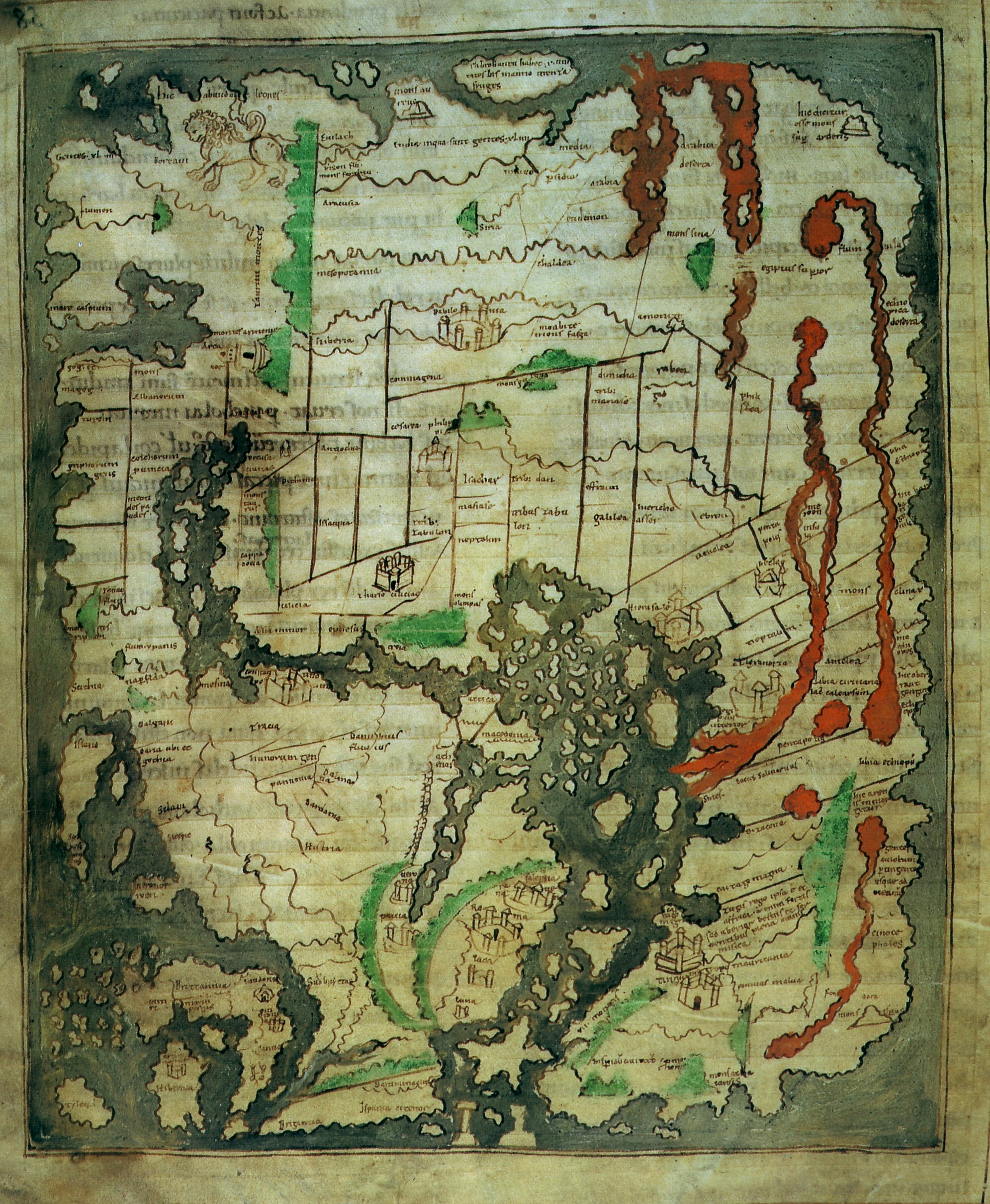
Une mappemonde réalisée en Angleterre vers l'an 1000 (Cotton Tiberius B.v, folio 56).

- Julius A.x : le manuscrit B du Martyrologe vieil-anglais
- Augustus II.106 : une version de la Magna Carta de 1215
- Tiberius A.ii : l'Évangéliaire du couronnement
- Tiberius A.vi : la version B de la Chronique anglo-saxonne
- Tiberius B.i : la version C de la Chronique anglo-saxonne
- Tiberius B.iv : la version D de la Chronique anglo-saxonne
- Caligula A.vii : une copie du poème Heliand
- Claudius B.iv : Hexateuque vieil-anglais
- Nero A.x : les œuvres du Pearl Poet, dont Sire Gauvain et le Chevalier vert
- Nero D.iv : les Évangiles de Lindisfarne
- Galba A.xviii : le Psautier d'Æthelstan
- Otho A.xii : La Bataille de Maldon (détruit en 1731)
- Otho B.vi : la Genèse de Cotton (endommagée en 1731)
- Otho B.xi : la version G de la Chronique anglo-saxonne
- Vitellius A.xv : le Codex Nowell, qui inclut notamment Beowulf
- Vespasian A.i : le Psautier Vespasien
- Domitian A.viii : la version F de la Chronique anglo-saxonne